# Panticeu, Cluj
Panticeu este satul de reședință al comunei cu același nume din județul Cluj, Transilvania, România.

## Vezi și
- Biserica reformată din Panticeu

## Imagini

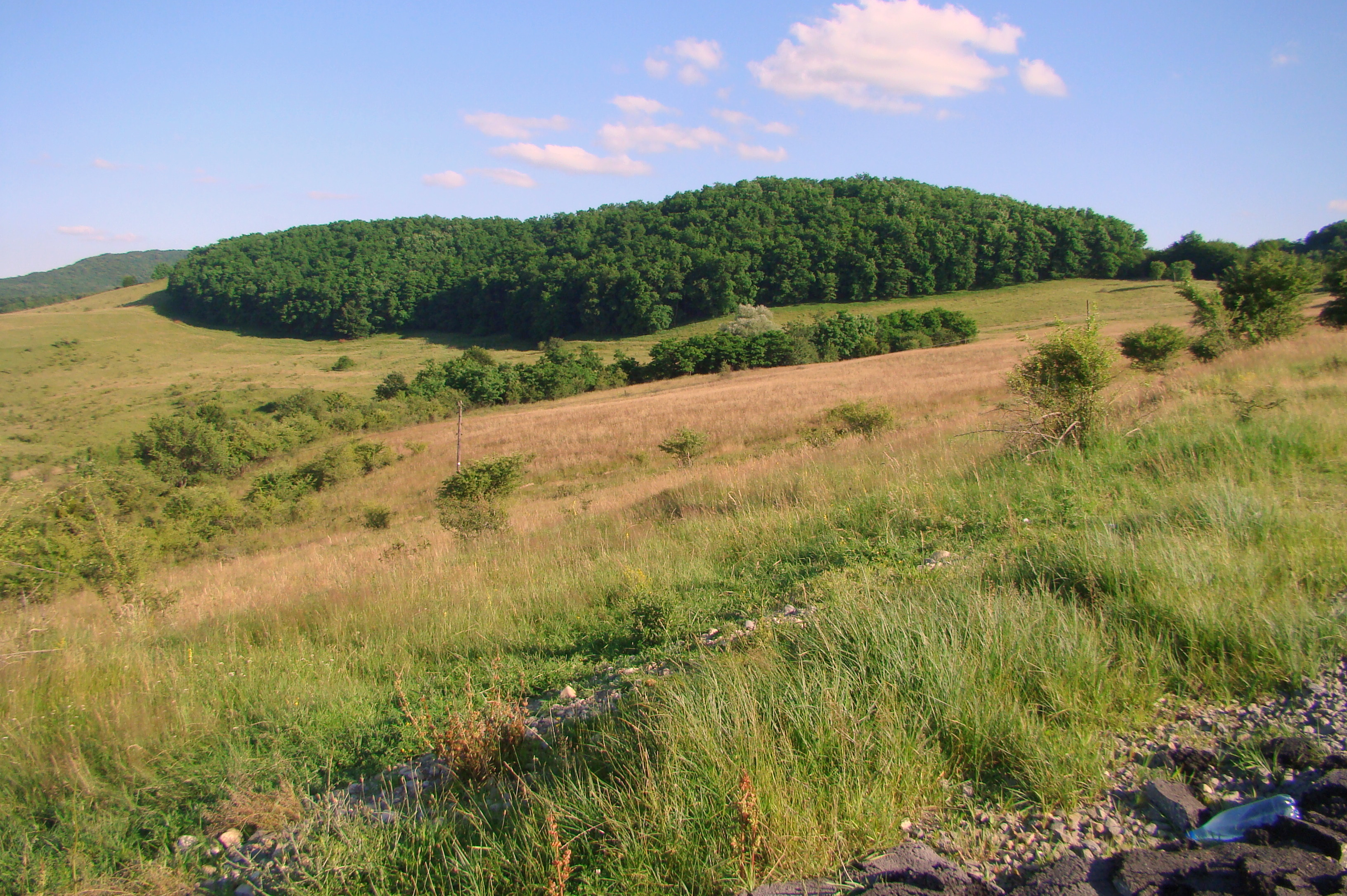
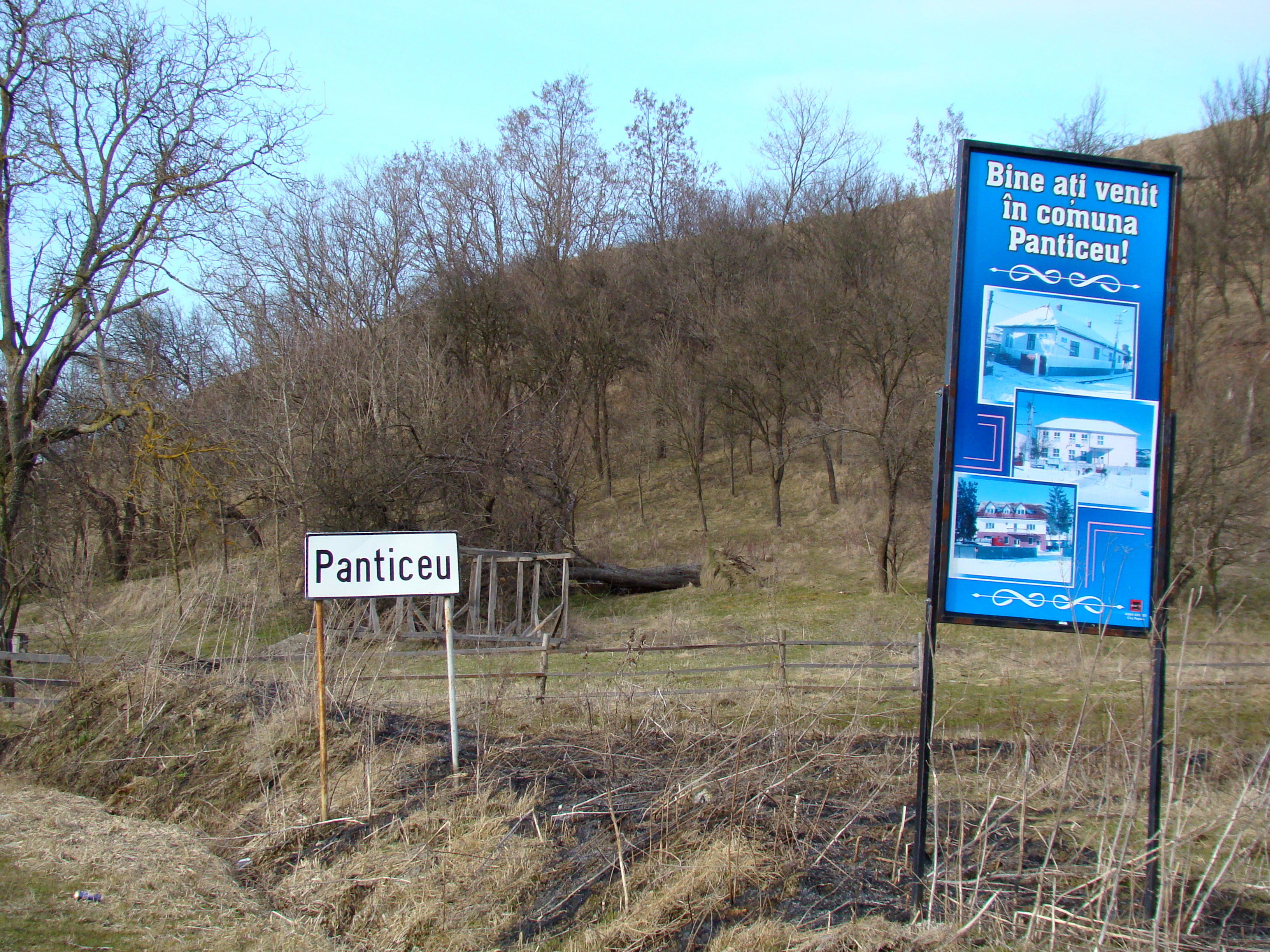
Intrarea în localitate
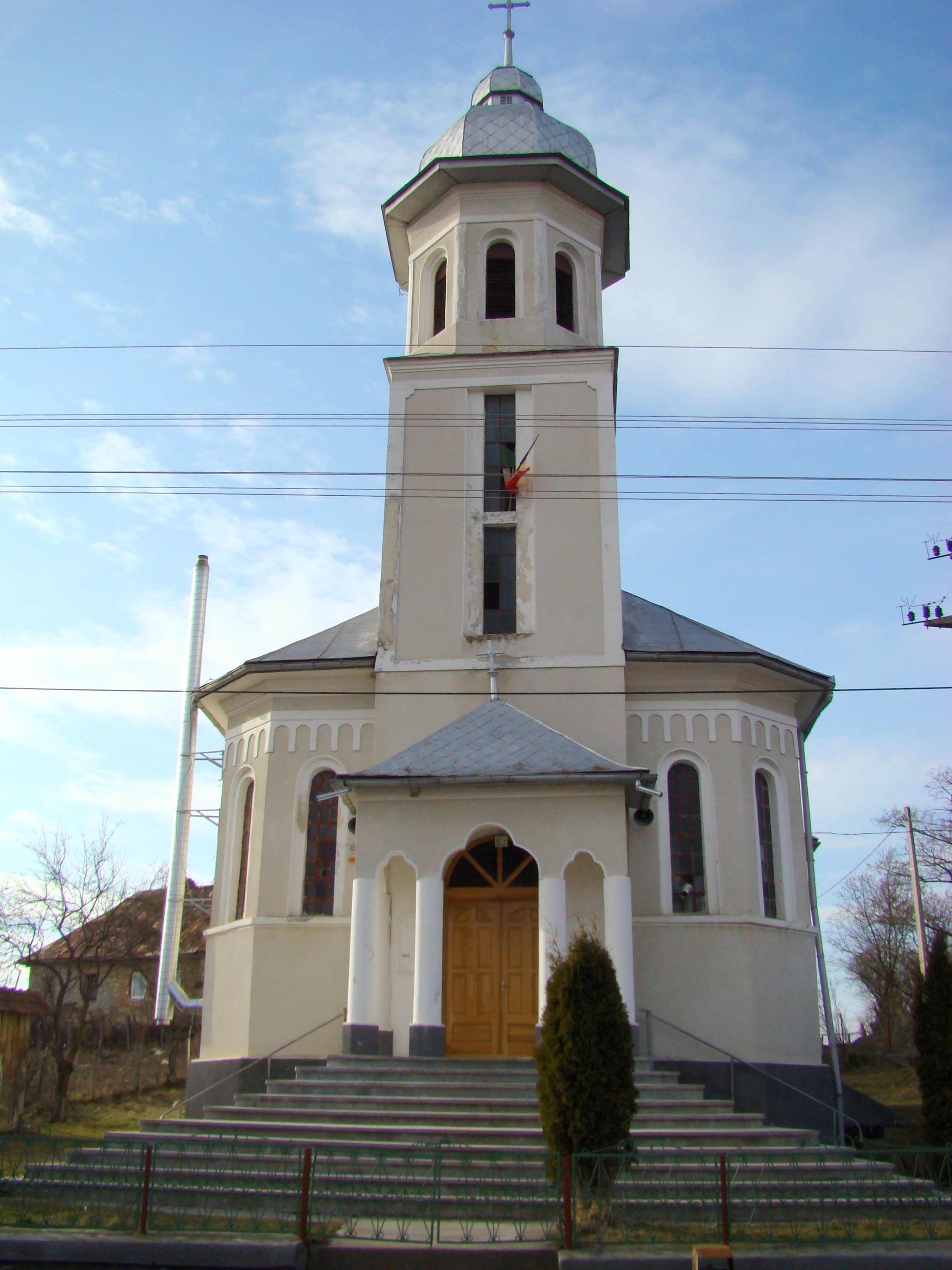
Biserica ortodoxă
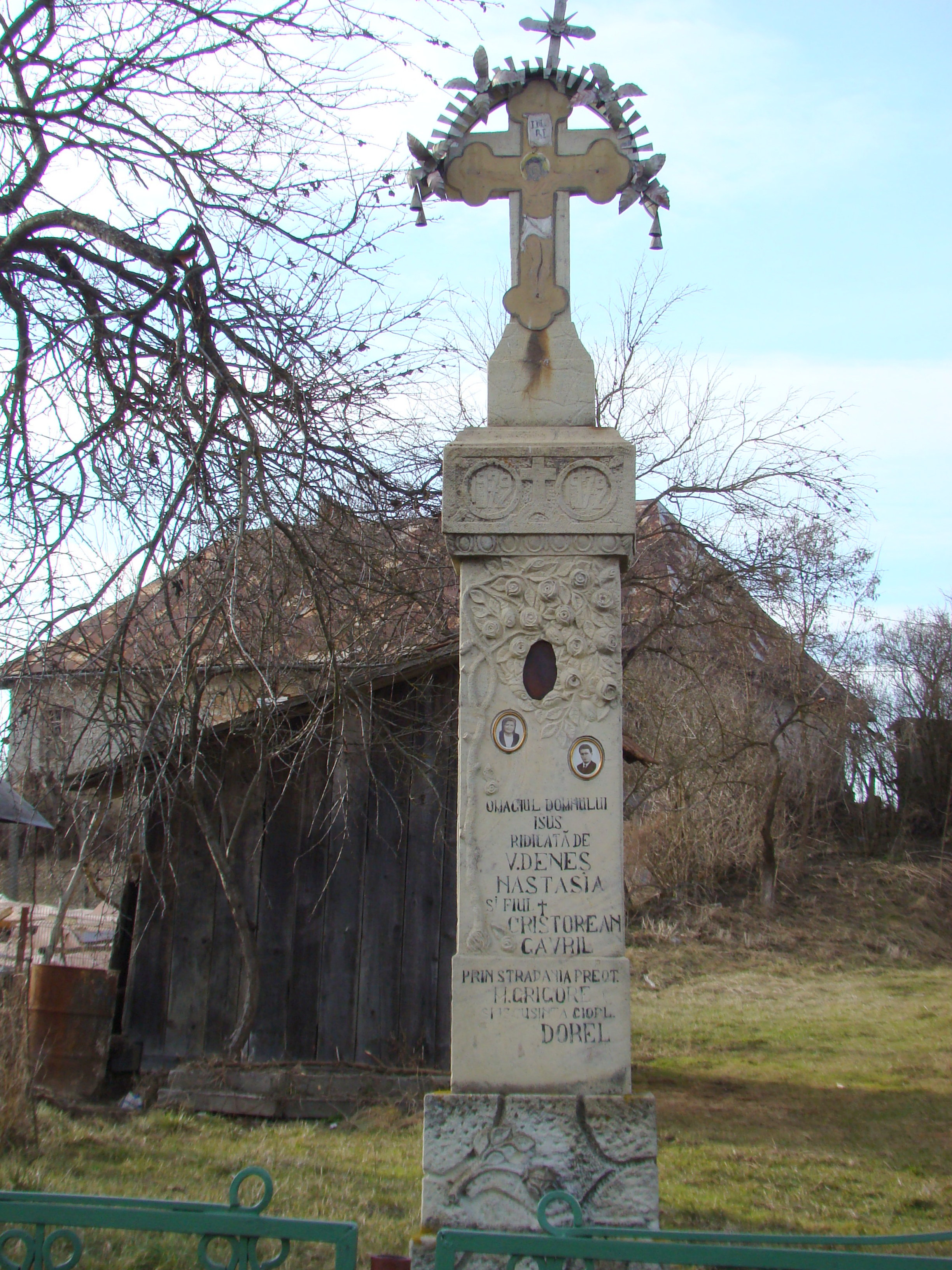
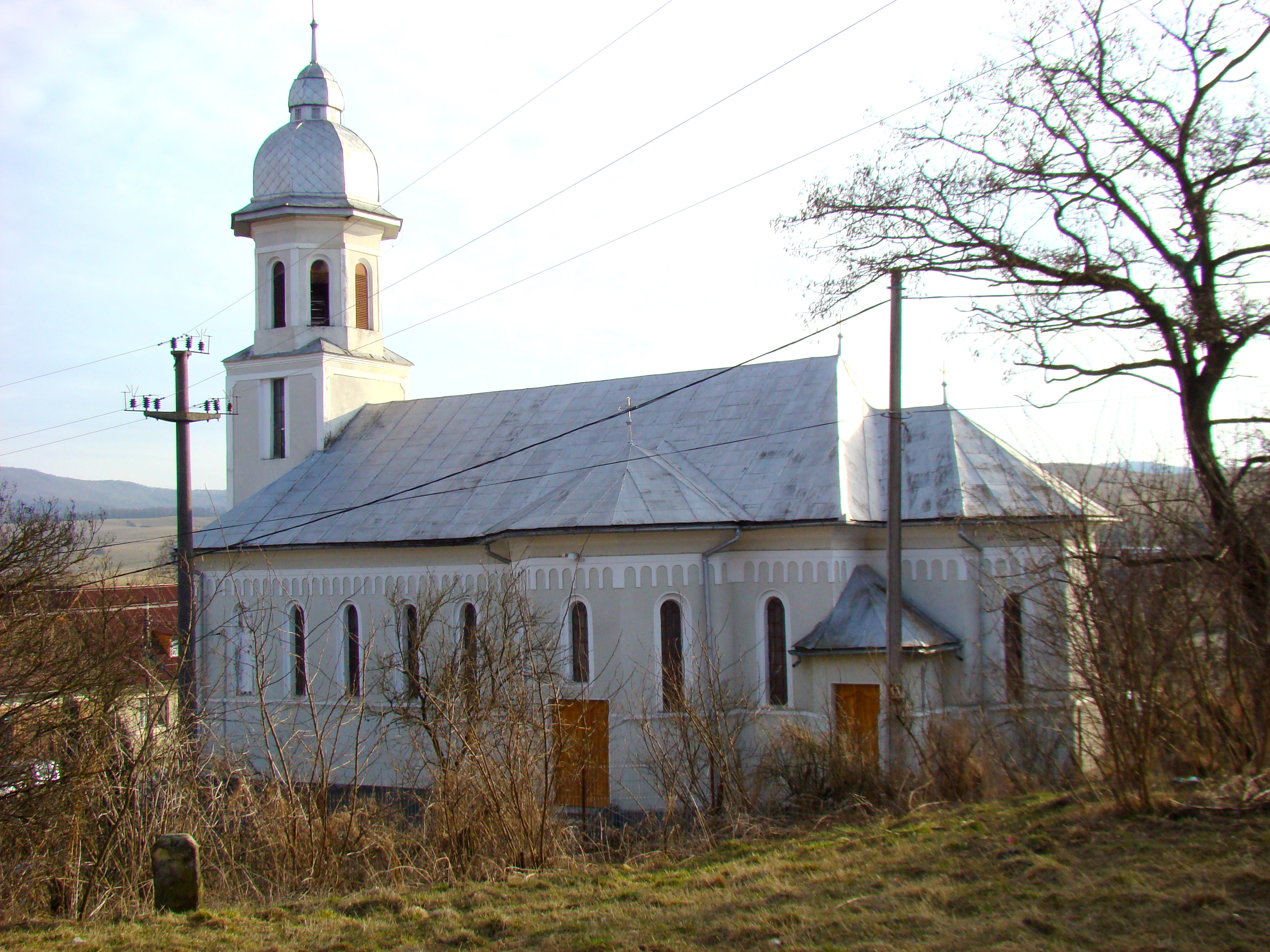
Biserica ortodoxă
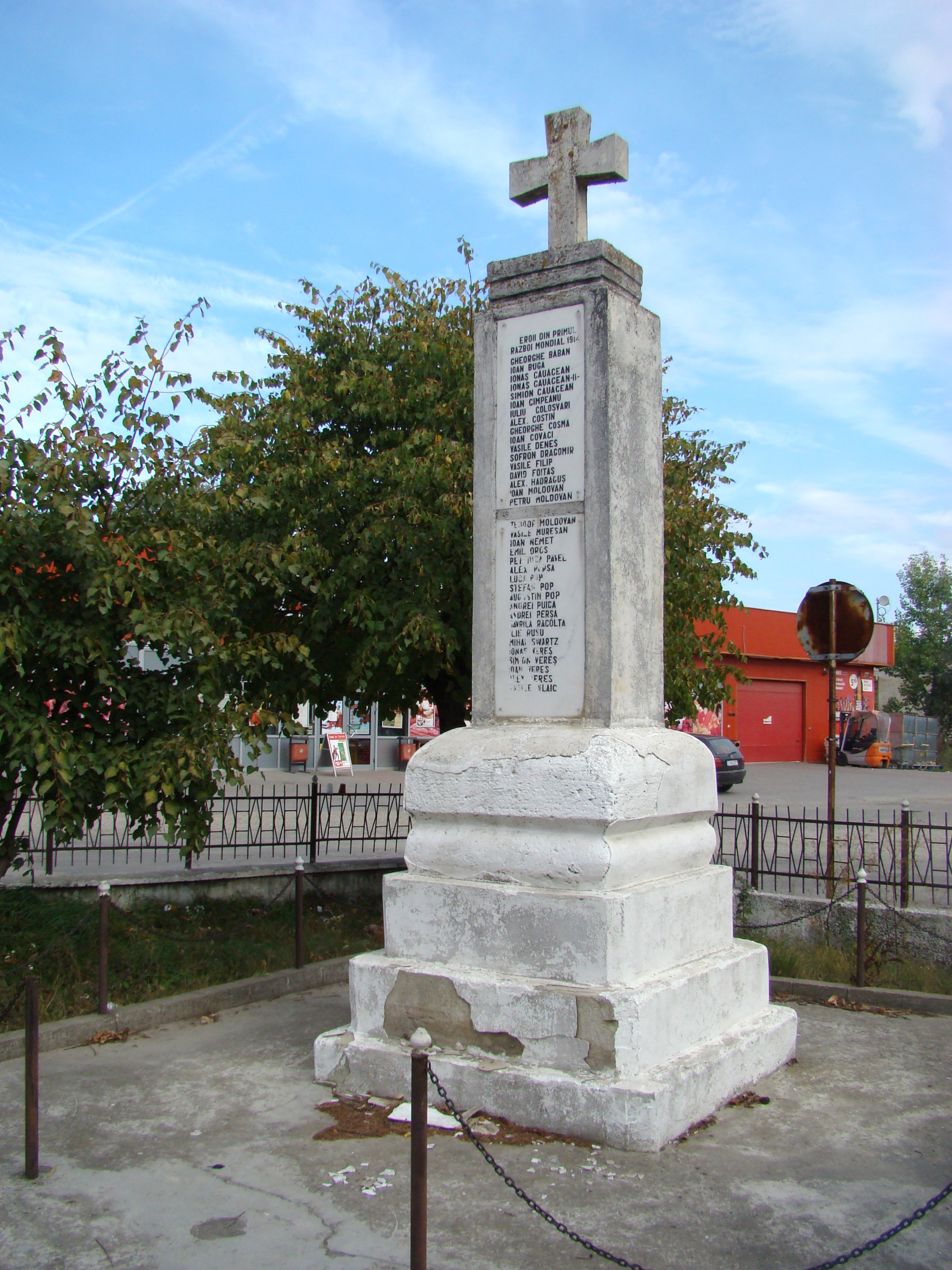
Monumentul Eroilor
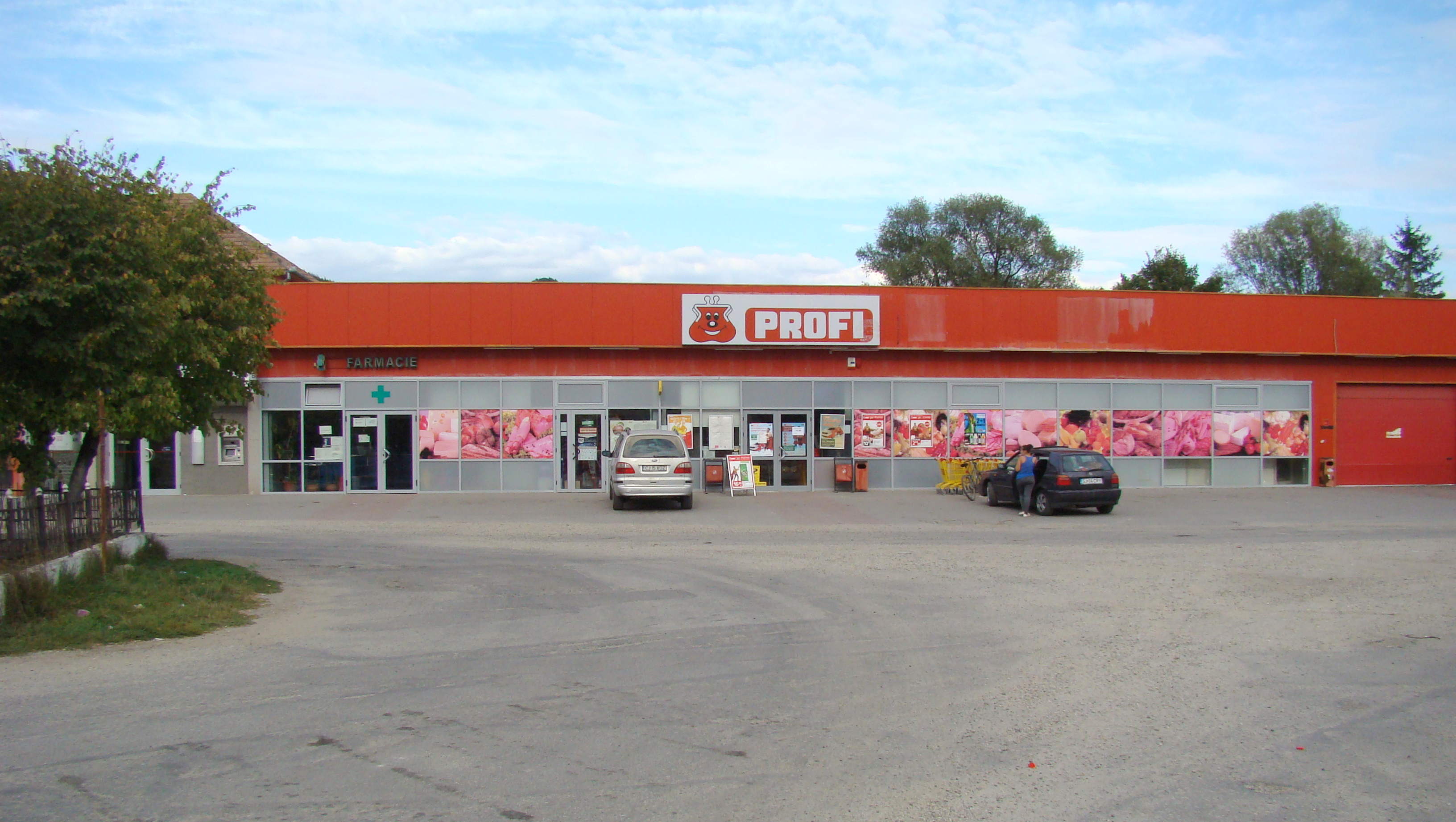
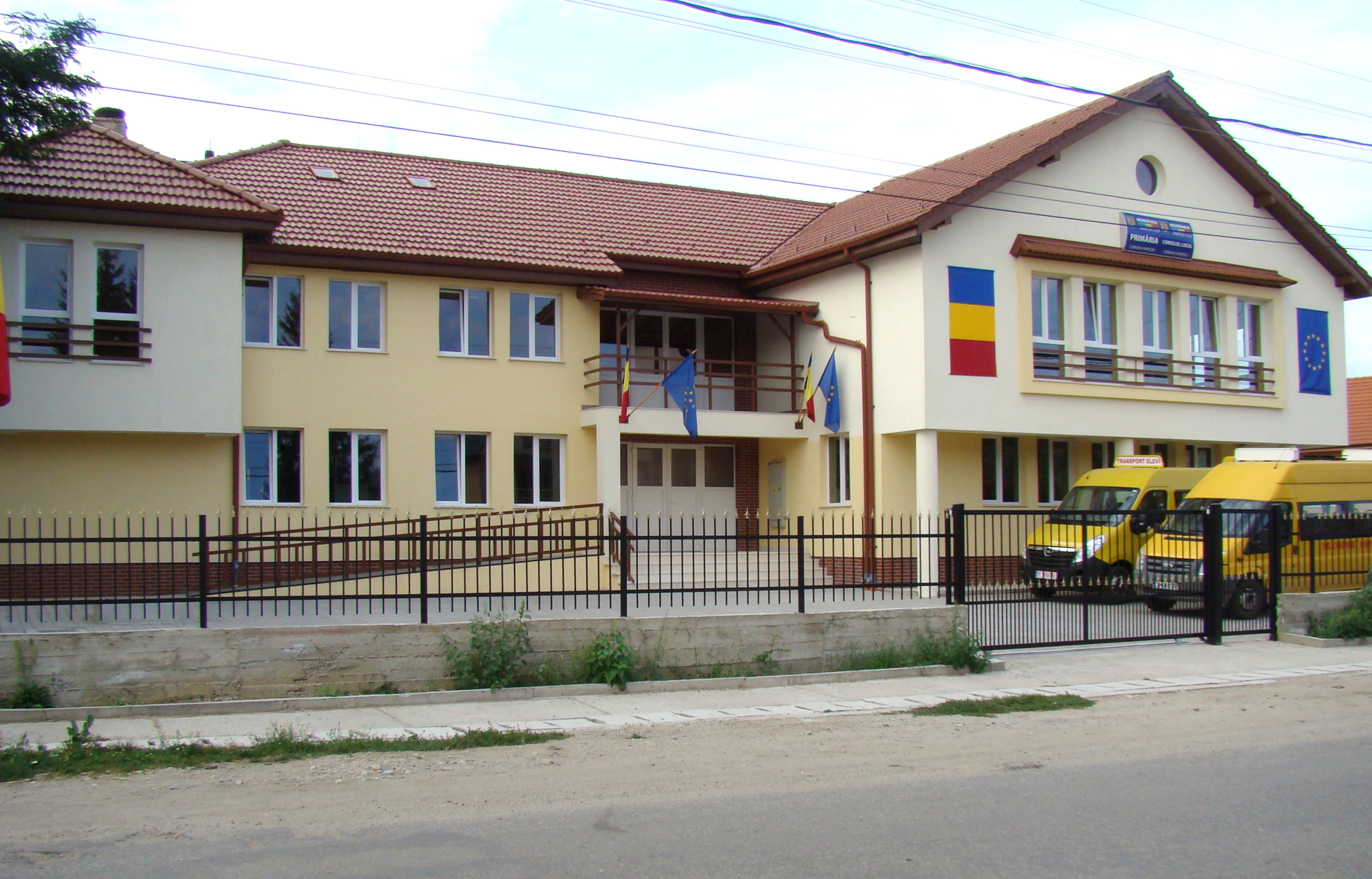
Primăria comunei Panticeu
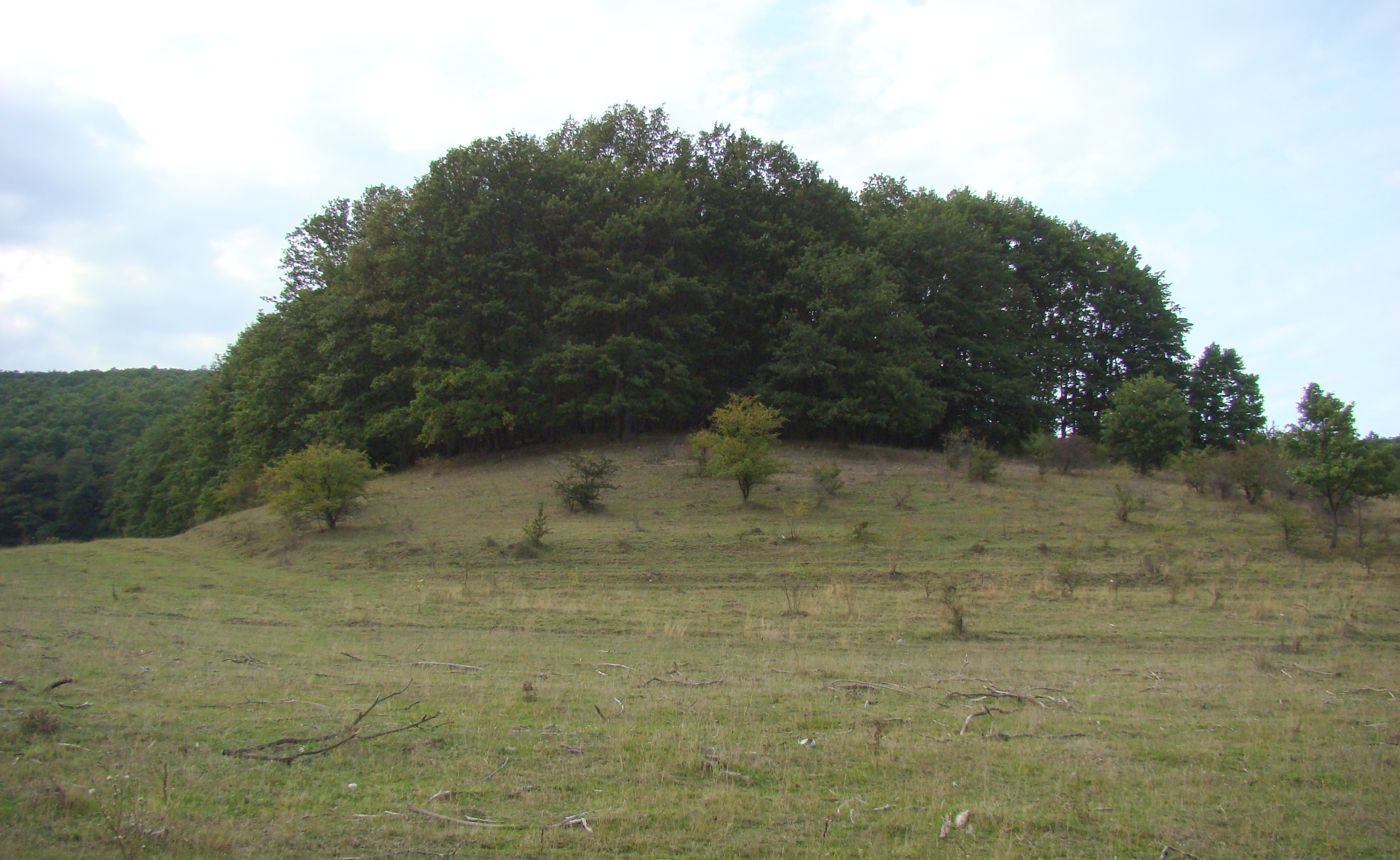